# Recover Textile Systems
 (novembre 2023).
Recover Textile Systems, principalement connue sous le nom de Recover, est une entreprise de science des matériaux et producteur de fibres de coton recyclées mécaniquement et de mélanges de fibres de coton recyclées. Elle fut créée en 2020 et possède son siège social à Banyeres de Mariola, dans la commune d'Alicante, en Espagne.

## Historique
Recover est une société issue d'une scission avec Ferre Yarns (Hilaturas Ferre), une entreprise textile espagnole basée à Banyeres de Mariola, dans la commune d'Alicante, en Espagne. La famille Ferre fonda l'entreprise en 1914 en tant qu'usine textile destinée à la production de jute et d'autres textiles non vestimentaires. Après une période de pénurie de matières premières due à la Première et à la Seconde Guerre mondiale, l'entreprise commença en 1947 à recycler des déchets textiles en fils de coton.
En 2006, Ferre Yarns donna un nom à sa gamme de produits recyclés : Recover. Au cours des années qui suivirent, l'entreprise commença à élargir sa gamme de produits en incluant des mélanges de fibres de coton à son portefeuille, tels que le coton recyclé- polyester recyclé (rPET) et le coton recyclé-coton organique. En 2014, Ferre Yarns lança ses premières collections faites à partir de fibre de coton recyclée Recover avec des marques telles que H&M, Armani, Hugo Boss et Inditex.
En décembre 2020, Ferre Yarns a annoncé avoir vendu Recover au fonds de capital-investissement américain STORY3 Capital. Ferre Yarns se concentrerait désormais sur la filature textile, tandis que la création de fibre de coton recyclée serait reprise par la nouvelle société Recover Textile Systems, SL. La famille Ferre a annoncé qu'elle conserverait une participation minoritaire chez Recover au travers d'Alfredo Ferre, nommé président-directeur général.
En mai 2021, Recover a annoncé l'ouverture d'une usine au Pakistan en partenariat avec un producteur de denim local, Artistic Denim Mills (ADM). Par la suite, en mai 2022, Recover a ouvert une usine à Dhaka, au Bangladesh, pour renforcer ses capacités de production et desservir directement le secteur textile du pays. 
En juin 2022, Recover a annoncé avoir conclu une nouvelle participation minoritaire au capital à hauteur de 100 millions de dollars conduite par la branche d’investissements durables de Goldman Sachs Asset Management (Goldman Sachs). Selon l'entreprise, cet investissement lui permettra d'augmenter sa production et d'ajouter 15 nouvelles installations dans sept zones géographiques, dont le Vietnam.

## Processus de fabrication
Le processus de fabrication de l'entreprise relève du recyclage mécanique dit « textile à textile », un processus qui récupère des matériaux d'origine pré-consommation, post-consommation et post-industrielle pour les transformer en fils recyclés pour la création de nouveaux tissus. Le recyclage textile est une composante de l'économie circulaire, au même titre que la réutilisation, la réduction et la réparation.
Recover™ dispose d'une étude d'analyse du cycle de vie (ACV) publiée en 2016, réalisée par l'université de Valence, intitulée Impact environnemental du coton Recover dans l'industrie textile. L'étude a ensuite été vérifiée par Aitex et l'UNESCO .Elle analyse le processus de fabrication d'un vêtement en coton conventionnel comparé à celui d'un vêtement fabriqué à partir de coton recyclé Recover™. L'utilisation de coton recyclé élimine plusieurs phases du processus de fabrication lié au coton conventionnel, tel que l'agriculture, l'égrenage et la teinture, ce qui engendre des « économies » pour l'environnement en ce qui concerne l'utilisation d'eau, les polluants, les émissions de CO2, l'énergie et l'utilisation des sols.
Recover™ se soumet à des tests de vérification annuels pour l'obtention de certifications de tiers tels que Organic Content Standard (OCS) et Global Recycle Standard (GRS). L'entreprise est également membre de plusieurs initiatives de l'industrie textile, telles que Sustainable Apparel Coalition (SAC), Textile Exchange ou encore Global Fashion Agenda.

## Reconnaissance
En 2017, Ferre Yarns a reçu le prix de « l'entreprise innovante » de la Fundación Textil Algodonera pour sa production de fils circulaires.  En novembre 2021, Recover™ a reçu le Ryan Young Climate+ Award dans la catégorie Climate Leader décerné par Textile Exchange. 
En mai 2022, Recover a remporté le Green Product Award 2022 dans la catégorie « Mode » En septembre 2022, Recover a remporté le prix ITMF Sustainability & Innovation Award lors de la conférence annuelle ITMF 2022 à Davos.